# Hong Kong aux Jeux paralympiques
Hong Kong participe pour la première fois aux Jeux paralympiques d'été en 1972 à Heidelberg et a pris part depuis à toutes les éditions des Jeux d'été, mais n'a jamais participé aux Jeux d'hiver. Ses athlètes remportèrent les deux premières médailles en 1972 et les trois premières médailles d'or en 1984.